# هیوندای کاسپر
هیوندای کاسپر (به کره ای: 현대 캐스퍼) یک خودروی کراس اوور شهری است که توسط شرکت خودروسازی هیوندای تولید می شود. این کوچکترین کراس اوور SUV است که تا کنون توسط این برند ارائه شده است و همچنین کوچکترین خودرویی است که در حال حاضر توسط هیوندای به فروش می رسد.